# Măneciu
Măneciu est une commune roumaine du județ de Prahova, dans la région historique de Valachie et dans la région de développement du Sud.

## Géographie
La commune de Măneciu est située dans le nord du județ, à la limite avec le județ de Brașov, dans la vallée de la Teleajen, dans les Carpathes Courbes, entre les Monts Baiu à l'ouest, les Monts Ciucaș au nord et les Monts Siriu à l'est. La commune se trouve à 17 km au nord de Vălenii de Munte et à 45 km au nord de Ploiești, le chef-lieu du județ.
La température moyenne annuelle est de 8 °C avec des maximales à 32 °C et des minimales à −23 °C. La moyenne annuelle des précipitations est de 960 mm.
La municipalité est composée des huit localités suivants (population en 1992) :
- Cheia (339) ;
- Chiciureni (188) ;
- Costeni (63) ;
- Făcăieni (806) ;
- Gheaba (2 928) ;
- Măneciu-Pământeni (3 984) ;
- Măneciu-Ungureni (2 769], siège de la municipalité ;
- Mănăstirea Suzana (53).

Le hameau de Plaiețu a disparu lors de la mise en eau du barrage de Măneciu en 1989.

## Histoire
La première mention écrite de la ville date de 1429.
Măneciu a appartenu au județ de Săcuieni de sa création en 1781 à sa disparition en 1845, lors de la création du județ de Prahova.

## Politique
Le Conseil Municipal de Măneciu compte 17 sièges de conseillers municipaux. À l'issue des élections municipales de juin 2008, Ștefan Lupu (PD-L) a été élu maire de la commune.
| Parti                          | Nombre de conseillers |
| ------------------------------ | --------------------- |
| Parti démocrate-libéral (PD-L) | 6                     |
| Parti national libéral (PNL)   | 6                     |
| Parti social-démocrate (PSD)   | 5                     |

## Religions
En 2002, la composition religieuse de la commune était la suivante :
- Chrétiens orthodoxes, 98,43 % ;
- Adventistes du septième jour, 0,89 % ;
- Baptistes, 0,33 %.

## Démographie
En 2002, la commune comptait 11 199 Roumains (99,77 %) et 14 Tsiganes (0,12 %). On comptait à cette date 3 856 ménages et 4 288 logements.
| 2002   | 2007   |
| ------ | ------ |
| 11 224 | 11 158 |

## Économie

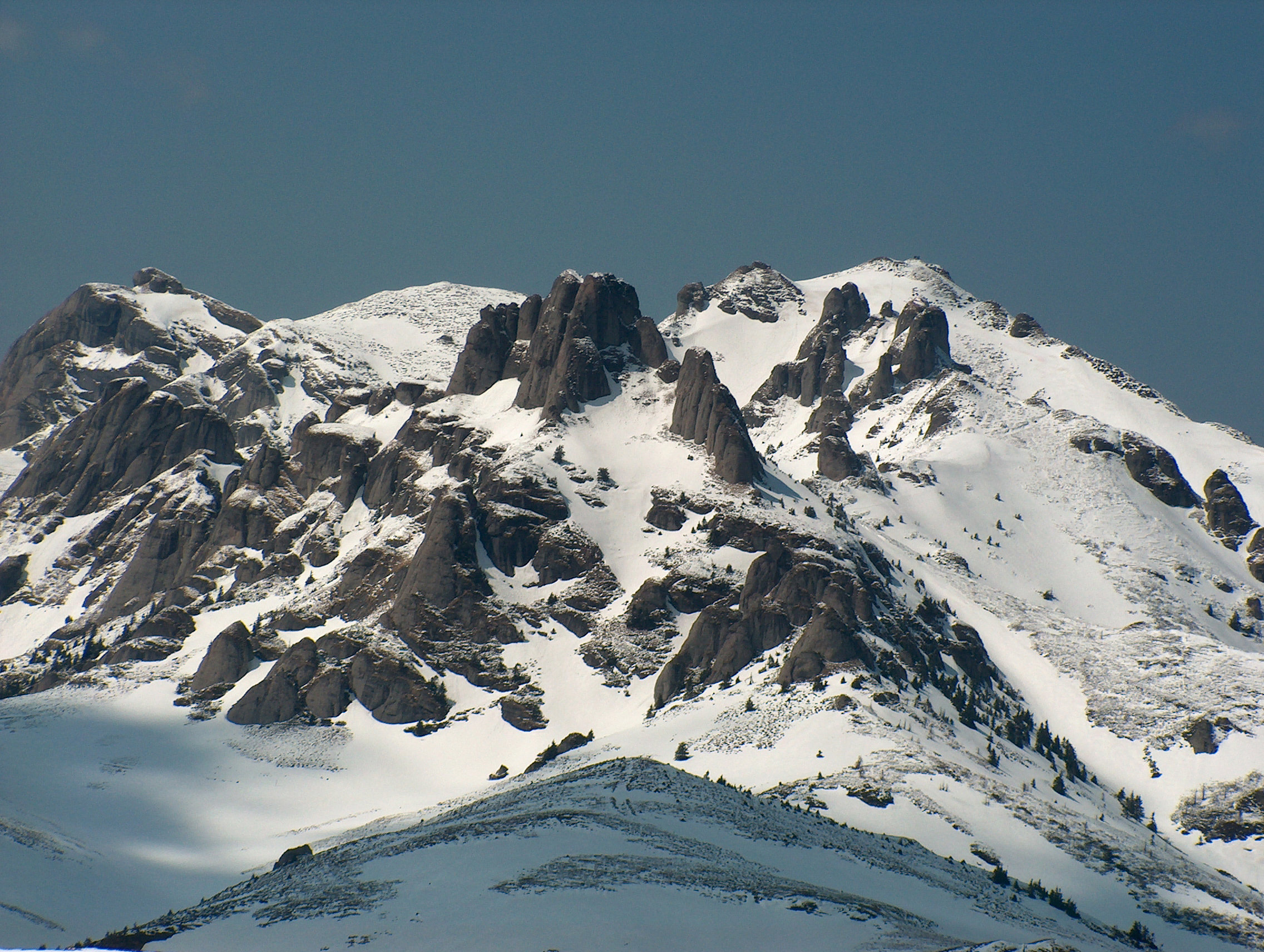
L'hiver dans les Monts Ciucaș.

L'économie de la commune repose sur l'agriculture, l'élevage, l'exploitation des forêts, la production d'électricité et le tourisme.
Le barrage de Măneciu (digue en terre), installé sur la rivière Teleajen à son confluent avec le Teleajenulu a été mis en eau en 1989 et une usine hydro-électrique d'une puissance de 10 MW a été installée.
Un centre de télécommunications par satellite est installé dans le village de Măneciu-Ungueni. Le Village de Cheia possède un important potentiel de développement touristique, tant estival (randonnées vers les Monts Ciucaș) qu'hivernal (ski).
La commune dispose de 16 971 ha de forêts et 5 269 ha de terres agricoles réparties comme suit :
- terres arables, 334 ha ;
- vergers, 384 ha ;
- prairies, 1 071 ha ;
- alpages, 3 087 ha.

## Communications

### Routes
Măneciu est située sur la route nationale DN1A Ploiești-Săcele-Brașov.

### Voies ferrées
La commune est la tête de la ligne Măneciu-Ploiești.

## Lieux et monuments

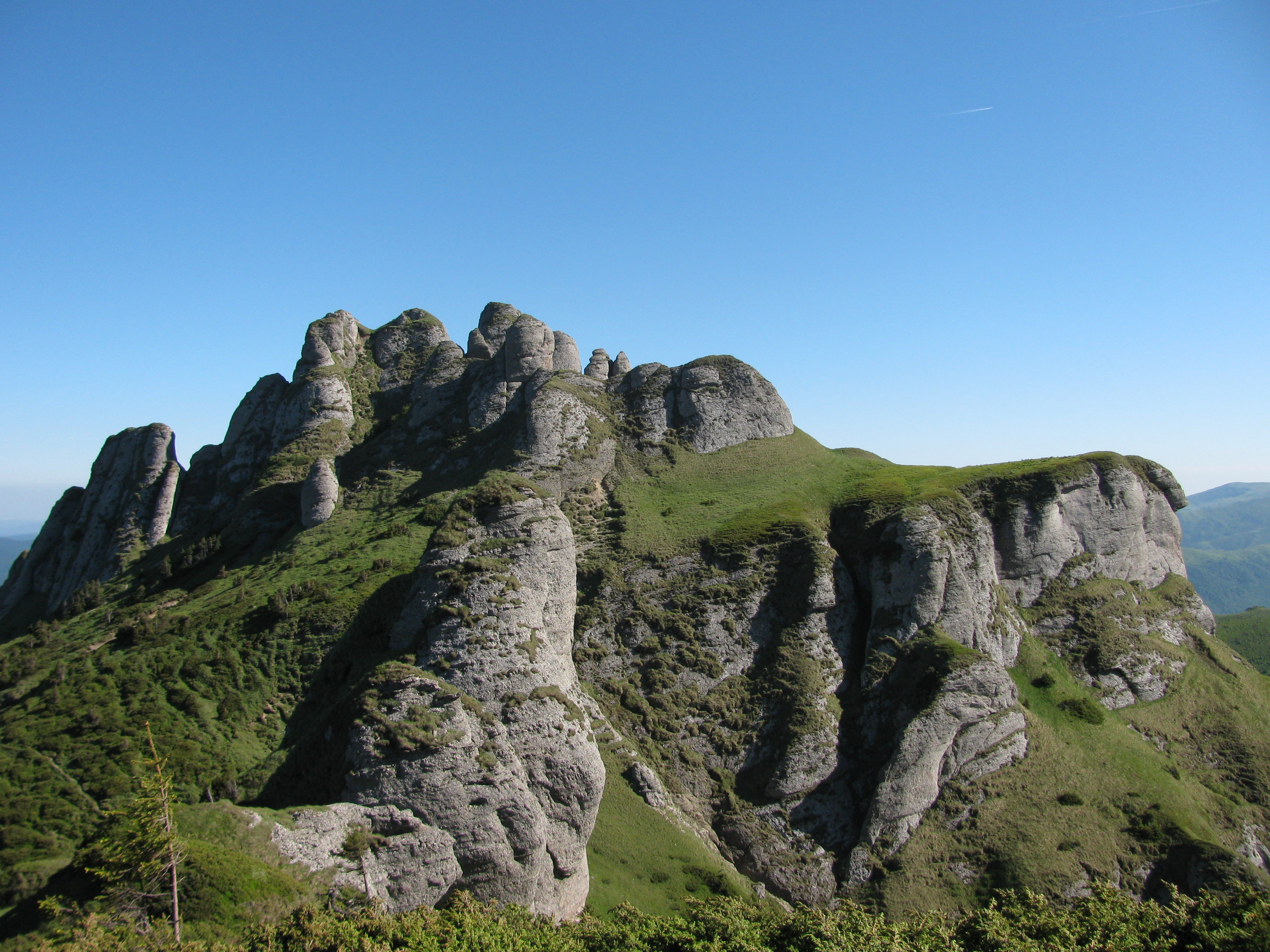
Les Monts Ciucas.

- Monastère Suzana, dans le hameau du même nom, à 10 km au nord de Măneciu datant de 1740, avec son église en bois de la Dormition de la Vierge de 1760.

- Monastère de Cheia, église de 1839.

- Village de Cheia et excursions vers les Monts Ciucas.

- Lac de retenue du barrage de Măneciu sur le cours de la Teleajen.